# 八海山ロープウェー

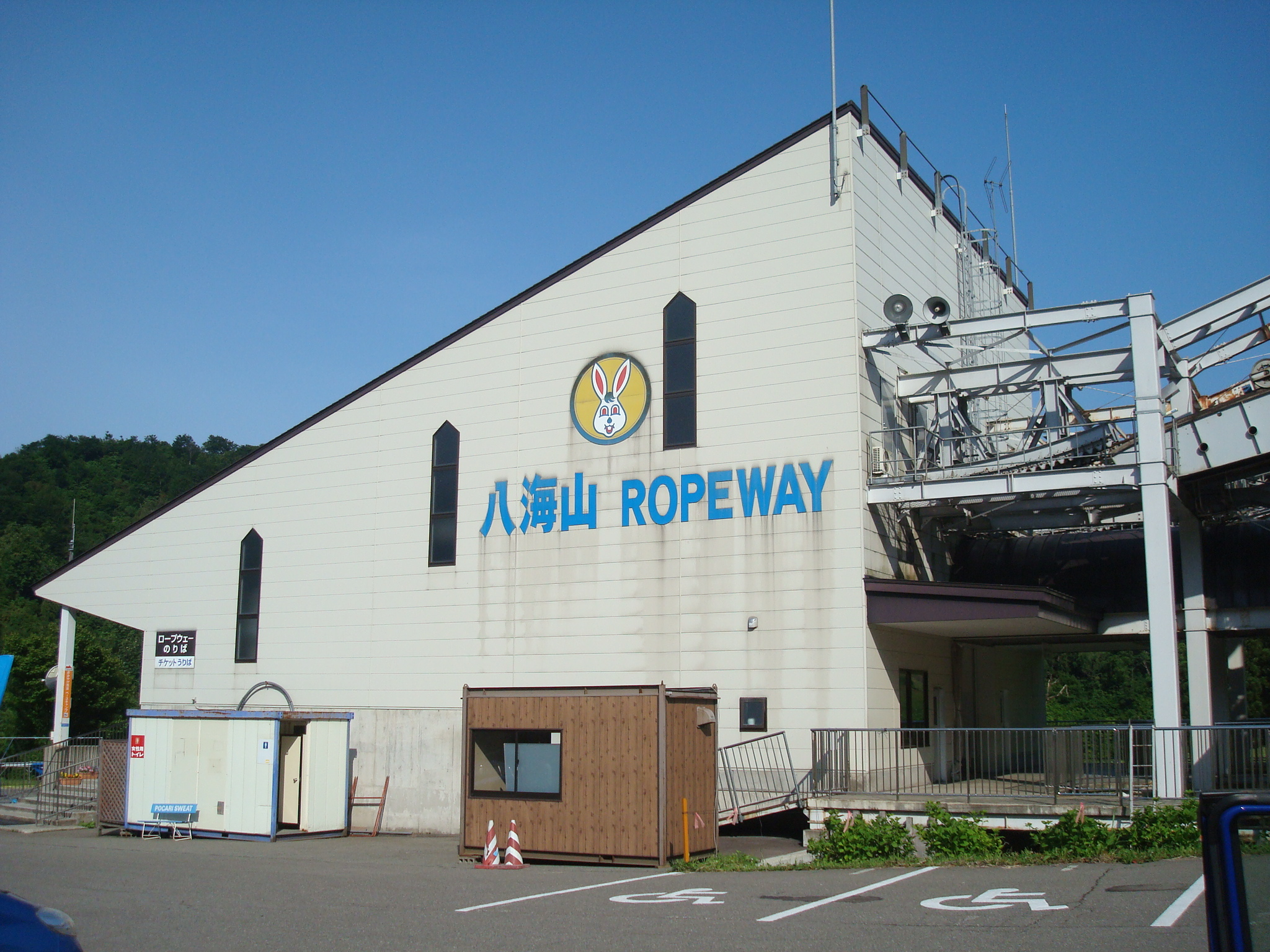
山麓駅

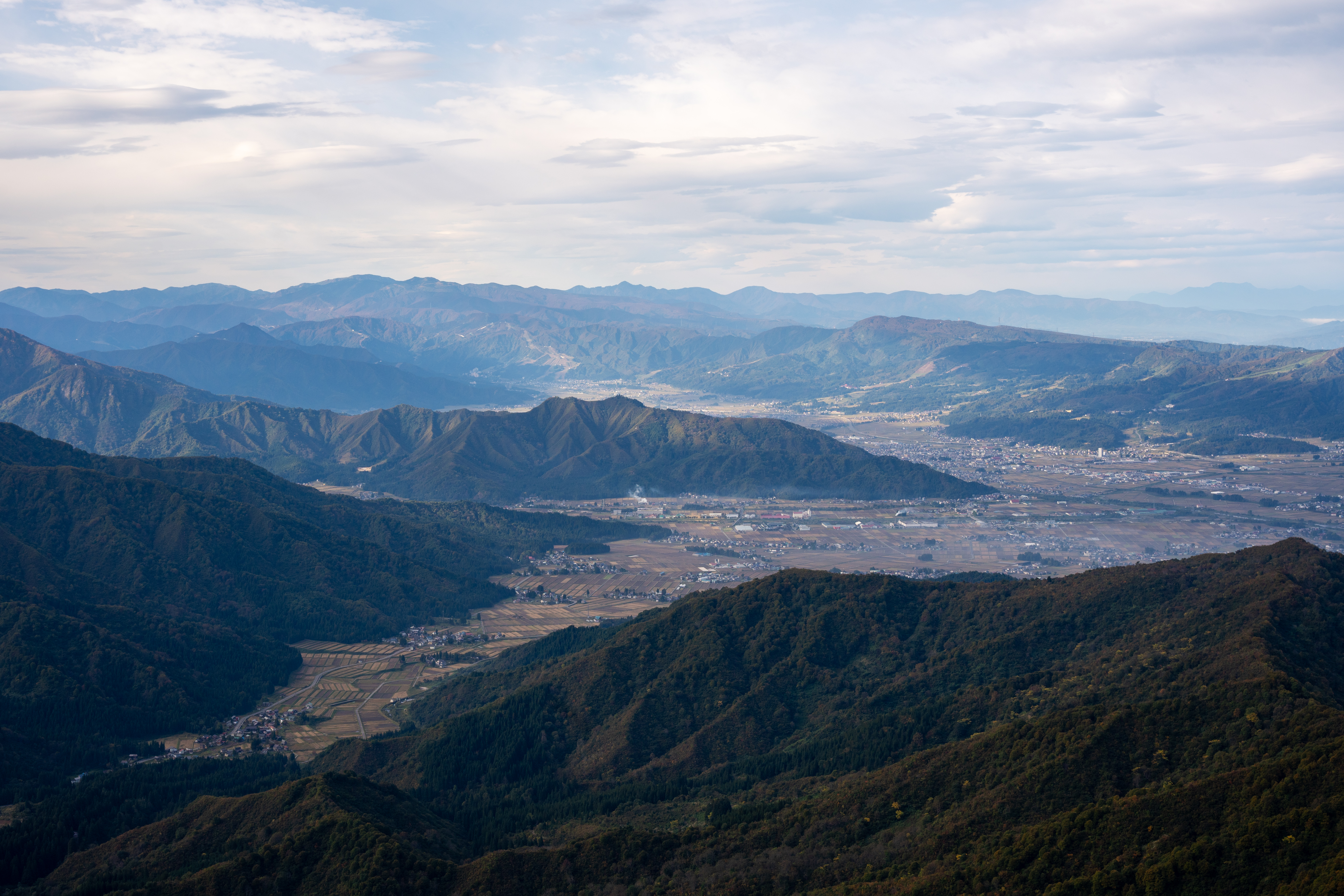
山頂駅の至近から南魚沼市の風景

八海山ロープウェー（はっかいさんロープウェー）は、新潟県南魚沼市にある索道。プリンスホテルが運行している。越後三山のひとつである八海山の登山に利用できる。山頂駅は八海山山頂の西北西約3kmのところにあり、夏場で片道3時間ほど。六日町八海山スキー場の中にあり、冬季のスキーシーズンも営業している。

## 路線データ
山麓駅 - 山頂駅
- 全長：2217m
- 高低差：771m（山麓駅標高376m、山頂駅標高1147m）
- 走行方式：交走式
- 定員：81人
- 運転時分：5 - 7分
- 駅数：2駅

## 歴史
- 1983年 - 八海山ゴンドラ（4人乗り）として開業。
- 2001年12月 - 現在の81人乗りロープウェーとなる。

## 接続路線
南越後観光バス
六日町駅から八海山スキー場行で終点下車。